# Prybereżne (rejon sakski)
Prybereżne (ukr. Прибережне, ros. Прибрежное, Pribrieżnoje) – wieś na Ukrainie, w Autonomicznej Republice Krymu (de iure stanowiącej integralną część państwa ukraińskiego, w 2014 anektowanej przez Rosję i odtąd funkcjonującej jako Republika Krymu), w rejonie sakskim. W 2001 liczyła 883 mieszkańców, wśród których 140 wskazało jako ojczysty język ukraiński, 706 rosyjski, 21 krymskotatarski, 8 białoruski, 1 niemiecki, 1 karaimski, a 6 inny. Według spisu ludności przeprowadzonego przez okupacyjne władze rosyjskie populacja wsi w 2014 wynosiła 671 osób.